# 新聞雜誌

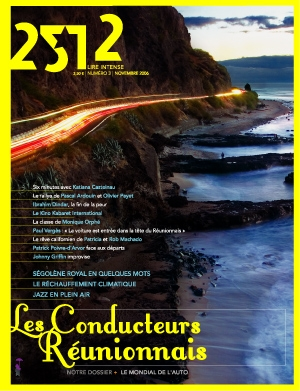
《2512 (magazine)》，在留尼旺出版的月刊新聞雜誌

新聞雜誌一般是以時事報導作特寫的週刊。新聞雜誌普遍較報紙深入報導，讓讀者了解周遭重大事件的背景，而不限於事實表面。
新聞雜誌的報導方式也影響了其他領域的傳媒，如電視台與廣播電台的「深度報導」類型節目，即是一種影音化的新聞雜誌。

## 纸质新闻杂志
主要的纸质新闻杂志包括：
- 《公佈》（The Bulletin，澳洲）
- 《時代》（Época，巴西）
- 《Veja》（巴西）
- 《时报》（L'Actualité，加拿大）
- 《麥克林雜誌》（Maclean's Magazine，加拿大）
- 《西部标准》（Western Standard，加拿大）
- 《半月談》（中國大陸）
- 《Vista看天下》（中國大陸）
- 《瞭望》（中國大陸）
- 《新觀察家》（Le Nouvel Observateur，法國）
- 《观点》（Le Point，法国）
- 《明鏡》（Der Spiegel，德國）
- 《前線》（Frontline，印度）
- 《新非洲人》（New African，非洲）
- 《新新聞》（台灣）
- 《經濟學人》（The Economist,英國）
- 《旁观者》（The Spectator,英国）
- 《時代》（TIME，美国）
- 《新聞週刊》（Newsweek，美国）
- 《美國新聞與世界報道》（U.S. News & World Report，美國）
- 《新共和國》（The New Republic，美國）
- 《國家》（The Nation，美國）
- 《国家评论》（National Review，美国）

## 電視新聞雜誌
電視新聞雜誌提供類似新聞雜誌的服務，但以簡短的電視紀錄節目報道，而非傳統的文字報道。 
在某些問題上，這些廣播服務比定時的新聞廣播更為深入。這方式最先由哥倫比亞廣播公司1968年開播的《60分鐘》確立並取得空前的成功，而該節目至今仍然是該公司的高收視率節目之一。
例子如下：
- 《NBC日界線》（美國）
- 《20/20》（美國）
- 《The Insider》（美國）
- 《60分鐘》（美國、澳大利亞、紐西蘭、葡萄牙、法國、臺灣）
- 《48小時》（美國）
- 《黃金時間》（美國）
- 《第五等級》（加拿大）
- 《這小時有七日》（加拿大）
- 《W-FIVE》（加拿大）
- 《華視新聞雜誌》（台灣）
- 《熱線追蹤》（台灣）
- 《客家新聞雜誌》（台灣）
- 《LiMA新聞世界》（台灣）
- 《獨立特派員》（台灣）
- 《民視異言堂》（台灣）
- 《台灣啟示錄》（台灣）
- 《文茜的世界周報》（台灣）
- 《T觀點》（台灣）
- 《新聞透視》（香港）
- 《時事追擊》（香港）
- 《探索》（菲律賓）
- 《記者備忘錄》（菲律賓）
- 《奥秘》（巴西）
- 《东方时空》（中國大陸）

新聞雜誌提供許多不見於定時新聞廣播的報道手抾，譬如名人概況、大企業的報道、隱閉相機技術、更完善的國際報道、
權利侵害的內情、頭條新聞的深入報道，以至熱門話題的專訪。
在美國，新聞雜誌在1990年代非常受歡迎，電視台新聞部可藉此廉價、便捷的方式充分分配人力、物力。新聞雜誌曾經在大多數電視台一星期連續五天廣播。  但是，隨著真人秀的成功，新聞雜誌的地位已大不如前。真人秀耗費較少，且能吸引不少年輕的忠實觀眾。因此，新聞雜誌節目的觀眾大多轉看有線電視，那裏有專門頻道探討普遍的新聞雜誌話題，如自然、科學、名人及政治各方面均開設頻道。 （页面存档备份，存于）

## 電台新聞雜誌
電台新聞雜誌類似電視新聞雜誌。與電台新聞廣播不同的是，電台新聞廣播一般長約5分鐘，而電台新聞雜誌則可歷時30分鐘至3小時不等。
例子如下：
- 《新聞一小時》（每8小時，英國廣播公司世界頻道）
- 澳洲：
  - 《早餐》（星期一至五，國家電台）
  - 《上午 (早報)》（星期一至六，國家電台）
  - 《上午》（星期一至五，澳洲廣播電台地方電台）
  - 《下午》（星期一至五，澳洲廣播電台地方電台、國家電台）
  - 《今日世界》（星期一至五，澳洲廣播電台地方電台、國家電台）

- 英國：
  - 《早餐》（每日，第5電台）
  - 《廣播大廈》（星期日，第4台）
  - 《下午》（星期一至六，第4電台）
  - 《今日》（星期一至六，第4電台）
  - 《立刻世界》（星期一至五，第4電台）
  - 《本周末世界》（星期日，第4電台）
  - 《今晚世界》（星期一至五，第4電台）
- 美國：
  - 《所有考慮事情》（每日，國家公共電台）
  - 《BBC新聞一小時》（每日，國際公共廣播電台/英國廣播公司）
  - 《每日》（星期一至五，國家公共電台）
  - 《早上版》（星期一至五，國家公共電台）
  - 《周末版》（星期六、日早上，國家公共電台）
  - 《世界》（每日，國家公共電台/英國廣播公司）

## 互联网新聞雜誌
- 《纵横周刊》（台灣、中國大陸）